# Fillinges
 Fillinges  (en francoprovenzal Felinjo) es una población y comuna francesa, en la región de Ródano-Alpes, departamento de Alta Saboya, en el distrito de Saint-Julien-en-Genevois y cantón de Reignier.

## Demografía
| 1054 | 1133 | 1508 | 1619 | 2005 | 2441 |
| Para los censos de 1962 a 1999 la población legal corresponde a la población sin duplicidades (Fuente: INSEE [Consultar]) |      |      |      |      |      |